# Deézsi Zsigmond
Deézsi Zsigmond, Dézsi, Déésy, Kádár (Dés, 1809. – Győr, 1874. február 25.) színész.

## Pályafutása
Polgári szülők gyermeke. A gimnáziumot szülővárosában végezte, majd Kolozsvárott és Nagyváradon tanult jogot. 21 évesen beállt színésznek. 1840. február 16-án a Nemzeti Színházban lépett színpadra a Griseldisben, Parcival szerepében. 1847. december 1-jén Biberachot alakította a Bánk bánban. Játszott vidéken is. Az 1848–49-es forradalom és szabadságharc alatt honvédfőhadnagyként szolgált, részt vett az Arad és Temesvár körüli harcokban. Drámai hős, jellem-, és apaszerepekben láthatta a közönség. 1870-ben Győrben csatlakozott Kocsisovszky Jusztin társulatához, ugyanitt ünnepelte 40 éves jubileumát 1872. március 20-án. Később Lászy Vilmosnál játszott. 1874. január 21-én lépett újra színpadra a Paul Jones-ban, D'Auray marquis szerepében.
1874. február 25-én hunyt el tüdővészben, Pereszlényi János református lelkész temette. Ravatalánál Zádor Zoltán mondott beszédet. Végrendeletének megfelelően Kocsisovszky Jusztin mellé temették. Síremlékét március 27-én avatták fel, ez alkalommal Beődy Gábor tartott beszédet, Dezső Ödön pedig elszavalta a Honvéd című alkalmi költeményt.

## Fontosabb szerepei
- Zsigmond (Börnstein: A siklósi leányok)
- Bánk bán, Biberach, Tiborc (Katona József: Bánk bán)
- Lear király (Shakespeare: Lear király)
- D’Auray marquis (id. Alexander Dumas: Paul Jones)
- Brankovics György (Obernyik Károly: Brankovics György)

## Működési adatai
1833: Debrecen; 1835: Kolozsvár; 1836: Kőrösi Bertalan; 1837: Pály Elek; 1838: Farkas József; 1839: Keszy-Pergő Celesztin; 1840–42: Fekete Gábor; 1843: Szabó József; 1845–47: Várady Antal, Somogyi Károly; 1851: Kolozsvár, Kaczvinszky János; 1852: Pósa Mihály; 1854: Gócs Ede; 1855: Csabay Imre, Laczkóczy Ferdinánd, Gócs Ede; 1855–56: Havi Mihály, Hegedűs Lajos; 1858: Csabay Imre; 1858–60: Szabó József; 1860: Reszler István; 1861–62: Szabó József, Philippovics István; 1862: Hubay Gusztáv; 1862–63: Latabár Endre; 1863–65: Hubay Gusztáv; 1866: Aradi Gerő; 1866–69: Kocsisovszky Jusztin; 1869: Völgyi György; 1870–74: Kocsisovszky Jusztin, Lászy Vilmos.